# Wangunharja (Jamblang)
Wangunharja is een bestuurslaag in het regentschap Cirebon van de provincie West-Java, Indonesië. Wangunharja telt 3806 inwoners (volkstelling 2010).